# محارة دورر
إن منحنى محارة دورر (Conchoid of Dürer)، المعروفة أيضاً بمنحنى صدفة دورر، هو نوع خاص من المنحنيات المستوية التي سميت على اسم ألبريشت دورر، الذي قدمه عام 1525. على الرغم من اسمه، فإنه لا تعتبر محارة حقيقية.

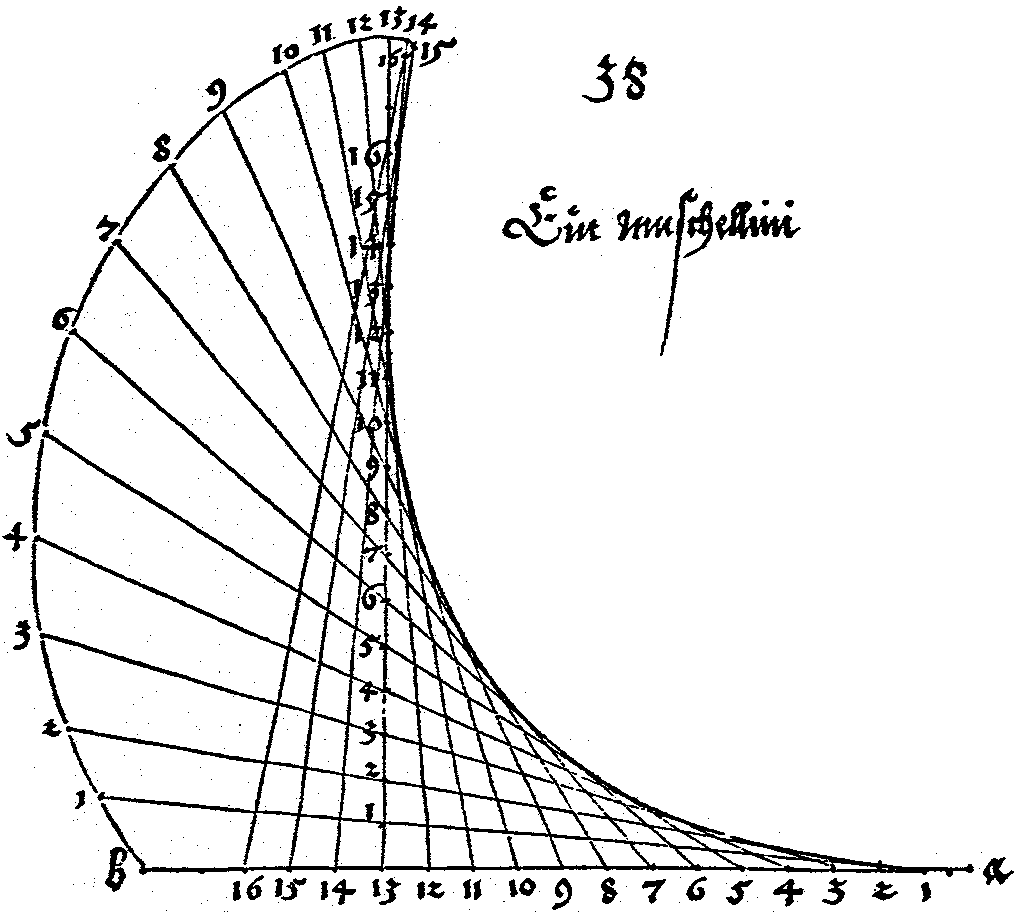
منحى محارة دورر الذي رسمه بنفسه

لوصف كيفية بناء هذا المنحنى، تخيل خطين متعامدين يلتقيان في نقطة مركزية (نقطة الأصل)، مثل محوري س و ص في الرسم البياني. الآن، تخيل نقطتين، Q و R، تتحركان على هذين الخطين المتعامدين. تتحرك النقطة Q على أحد الخطين، والنقطة R على الآخر، ولكن بطريقة تجعل مجموع مسافتيهما عن نقطة الأصل (q + r) ثابتاً دائماً.
بعد ذلك، ارسم خطاً يربط النقطتين Q و R. على هذا الخط، أو امتداده، حدد نقطتين جديدتين، P و P'. تكون هاتان النقطتان P و P' دائماً على مسافة ثابتة 'a' من النقطة Q. عندما تتحرك النقطتان Q و R، متبعتين المجموع الثابت، فإن المسار الذي تنشئه النقطتان P و P' هو منحنى محارة دورر.
يتكون المنحنى نفسه من جزأين مميزين. إذا كانت المسافة الثابتة 'a' أكبر من المجموع الثابت 'b' (a > b)، فسيكون للمنحنى حلقة. وإذا كانت 'a' تساوي 'b' (a = b)، فسيكون للمنحنى نقطة حادة، تسمى نقطة التقاء (cusp)، في موقع محدد. ومن المثير للاهتمام أن الخطوط المستقيمة المستخدمة في هذا البناء تشكل غلافاً هو قطع مكافئ، مما يعني أن المنحنى يمكن فهمه أيضاً كنقطة تنزلق على خط، مع انزلاق الخط نفسه بمحاذاة قطع مكافئ وأحد مماساته.

## طالع ايضا
- منحنى صدفي